# Parisotoma trichaetosa
Parisotoma trichaetosa är en urinsektsart som först beskrevs av Olga M. Martynova 1977.  Parisotoma trichaetosa ingår i släktet Parisotoma, och familjen Isotomidae. Arten är reproducerande i Sverige.